# Estación de Polígono Industrial Ciudad de Parla
Polígono Industrial Ciudad de Parla es una estación de la línea ML-4 de Metro Ligero de Madrid (Tranvía de Parla) situada en la calle Berlín de Parla. Abrió al público el 8 de septiembre de 2007.
Su tarifa corresponde a la zona B2 según el Consorcio Regional de Transportes.

## Accesos
- Polígono Industrial Ciudad de Parla Calle Berlín, 52

## Líneas y conexiones

### Tranvía de Parla
| << cabecera | < estación | línea | estación >     | cabecera >> |
| ----------- | ---------- | ----- | -------------- | ----------- |
| circular    | Jaime I    |       | Plaza de Toros | circular    |